# O Bom É que Passa
"O Bom É que Passa" é uma canção da cantora brasileira Sophia Abrahão, lançada como single em 22 de abril de 2017, de forma independente.

## Vídeo musical
O vídeo musical da canção foi dirigido pelo noivo de Abrahão, o ator Sérgio Malheiros, e lançado em 27 de abril de 2017. O vídeo contém participações especiais de Rodrigo Oliveira e da banda WoodLab. Oliveira foi o professor e parceiro de dança de Abrahão na décima terceira temporada do quadro Dança dos Famosos, do Domingão do Faustão.

## Prêmios e indicações
| Ano  | Prêmio                  | Categoria     | Indicação           | Resultado |
| ---- | ----------------------- | ------------- | ------------------- | --------- |
| 2017 | Prêmio Jovem Brasileiro | Música do Ano | "O Bom É que Passa" | Indicado  |
| 2017 | Prêmio Jovem Brasileiro | Clipe do Ano  | "O Bom É que Passa" | Indicado  |